# Blake-Nunatakker
Die Blake-Nunatakker sind eine Gruppe von drei Nunatakkern im ostantarktischen Mac-Robertson-Land. Sie erstrecken sich in nordost-südwestlicher Ausrichtung zwischen dem Wilson Bluff und Mount Maguire nahe dem Kopfende des Lambert-Gletschers.
John Michael Seaton, Flugoffizier der Royal Australian Air Force, entdeckte sie im November 1956 bei einem Erkundungsflug im Rahmen der Australian National Antarctic Research Expeditions. Das Antarctic Names Committee of Australia benannte sie 1959 nach John Roger Blake (* 1936), Polarlichtforscher auf der Mawson-Station im Jahr 1958.